# Pouce levé

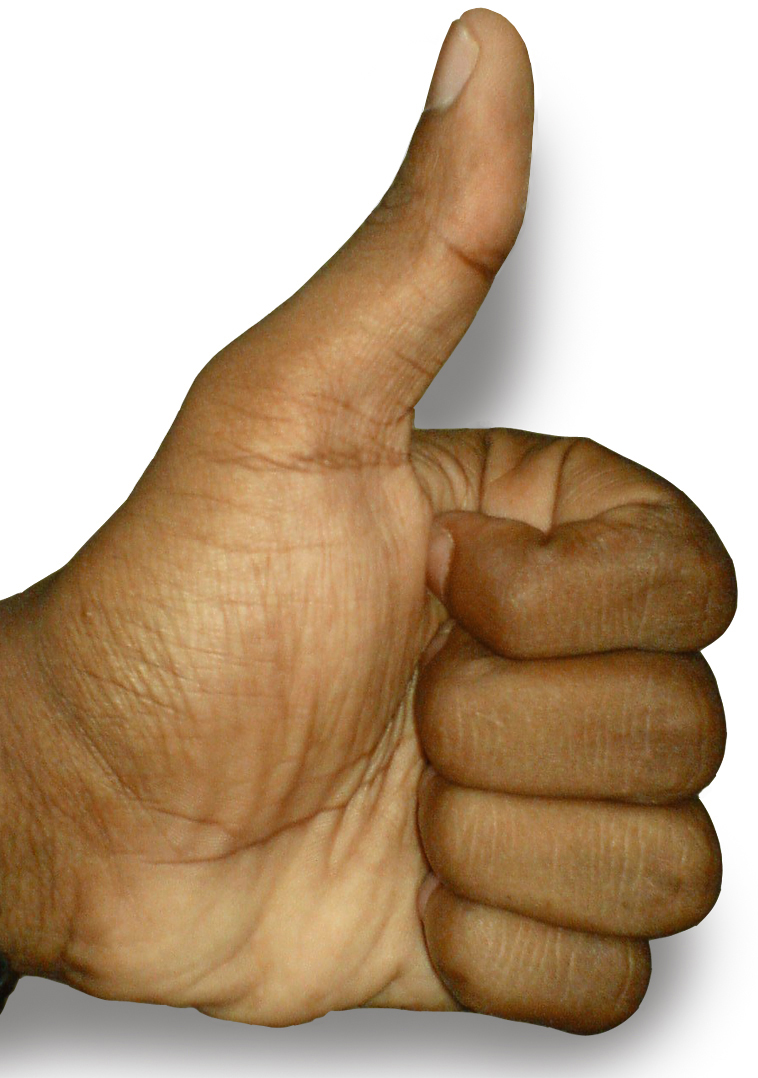
Le pouce anglais.

Le pouce levé, parfois appelé pouce anglais, ou, a contrario le pouce baissé (en anglais : thumbs-up, thumbs-down), est un geste de la main humaine dans lequel le poing est tenu fermé et le pouce pointé vers le haut, ou vers le bas (dans le cas du pouce baissé) ; il est utilisé dans la vie courante respectivement en signe d'approbation ou de désapprobation.
Ces gestes ont pris une valeur métaphorique en anglais : ainsi, la phrase « My boss gave my proposal the thumbs-up » signifie que le patron a approuvé la proposition (qu'il ait fait ou non le geste, ce qui peut sembler improbable dans le cadre formel du travail) et se traduirait en français avec l'équivalence : « Mon patron a donné le feu vert à mon projet ».
Les caractères Unicode 👍 et 👎 représentent respectivement un pouce levé et un pouce baissé.

## Origines

### Rome antique

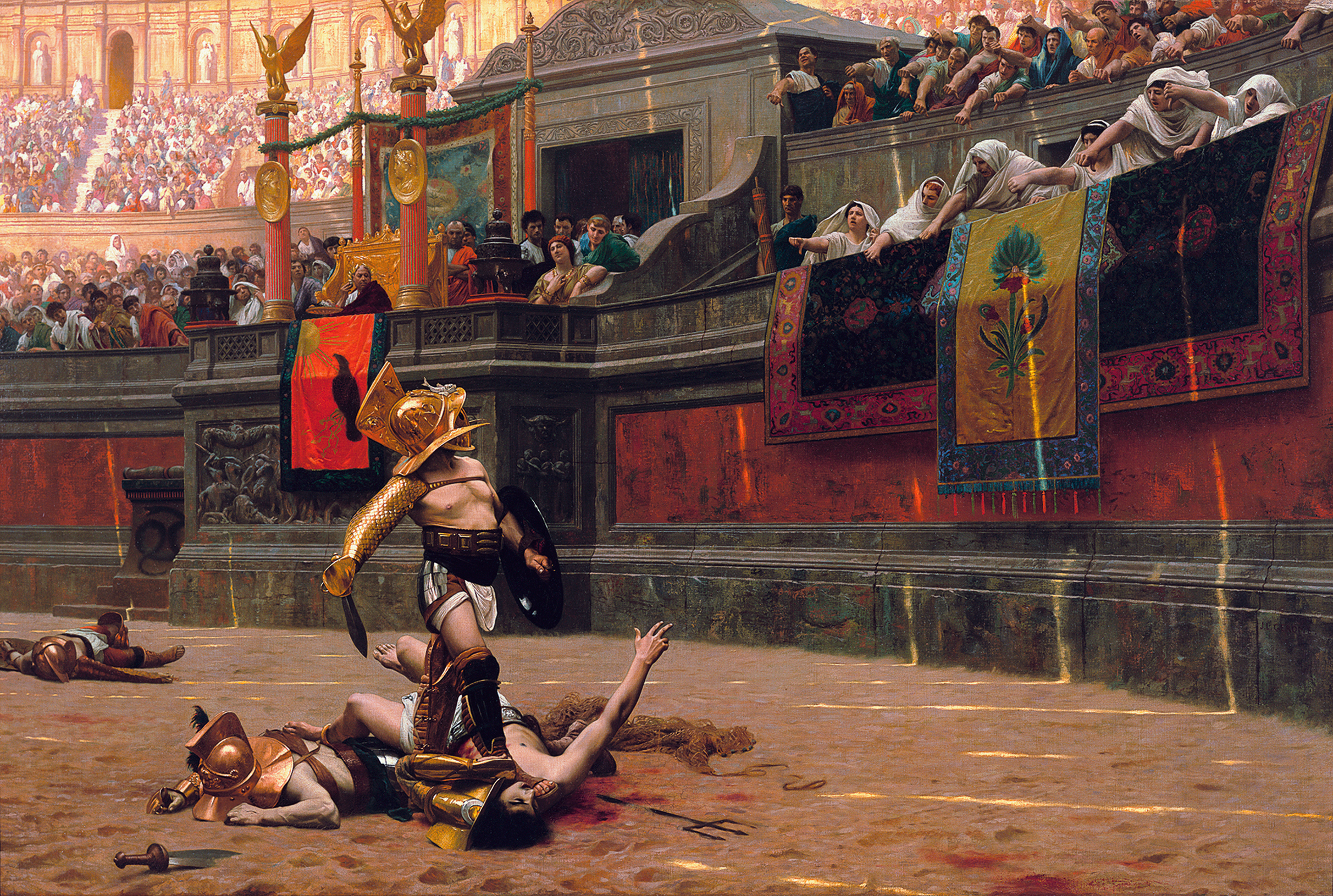
Pollice verso (1872) de Jean-Léon Gérôme est une des références de l'image du pouce baissé dans la culture populaire.

L'expression latine pollice verso est utilisée dans le contexte des combats de gladiateurs, pour désigner un geste de la main que faisaient les foules de la Rome antique pour juger un gladiateur vaincu. Cependant, le type de geste décrit par cette expression pollice verso et le sens à lui donner reste imprécis, que ce soit d'un point de vue historique ou littéraire.
Dans la culture populaire, il a été supposé, probablement à tort , que le pouce baissé signifiait la condamnation à mort d'un gladiateur en cas de défaite, le pouce levé épargnant quant à lui le combattant. Cette image a été largement répandue au XIXe siècle par la peinture Pollice verso de Jean-Léon Gérôme qui représente le triomphe d'un gladiateur qui attend le verdict de la foule.